# 马玲
马玲 （MA Ling，1982年1月22日—），中国女子手球運動員。

## 簡歷
2010年11月，马玲代表中國出戰廣州亞運會，參加女子手球比賽項目，奪得金牌。